# 黒田善治
黒田 善治（くろだ よしはる、1871年4月20日（明治4年3月1日） - 1944年（昭和19年）12月29日）は、大日本帝国陸軍軍人。最終階級は陸軍少将。位階勲等功級爵位は従三位勲二等功四級男爵。

## 経歴・人物
茨城県平民坂本芳平の次男（兄に退役陸軍歩兵大佐・坂本左狂）として生まれ、1898年（明治31年）黒田久孝の養子となり、1900年（明治33年）12月に家督を継ぎ、襲爵する。
1891年（明治24年）陸軍士官学校第2期卒業。翌年、陸軍歩兵少尉、1898年（明治31年）大尉を経て、1909年（明治42年）5月に中佐・近衛歩兵第4連隊附となる。この間、日露戦争の功により功四級金鵄勲章を賜る。
その後は、1912年（大正元年）9月に佐倉連隊区司令官、1914年（大正3年）8月に陸軍歩兵大佐・歩兵第2連隊長、1916年（大正5年）8月に近衛歩兵第4連隊長を経て、1918年（大正7年）7月に陸軍少将・歩兵第10旅団長となり、シベリア出兵に従軍。シベリアにて病に罹り、1921年（大正10年）4月に待命、同年10月に予備役に編入した。
1928年（昭和3年）8月には隠居に伴い華族栄典を喪失した。
哲川と号し篆刻を能くし、また花卉・盆栽の栽培を嗜んだ

## 栄典
- 1918年（大正7年）8月30日 - 正四位[8]
- 1921年（大正10年）10月20日 - 従三位[9]

## 親族
- 養父：黒田久孝（幕末の幕臣）
- 妹：野崎ゑい（男爵・野崎貞義の叔父善蔵の妻）[4]
- 長男：黒田孝雄（登山家、日本山岳会副会長を歴任）[3][10]
- 次男：佐藤忠雄（外科医・佐藤達次郎の養子）[3]
- 長女：鈴木よし （陸軍大将・鈴木宗作の妻）[3]